# Lomenice

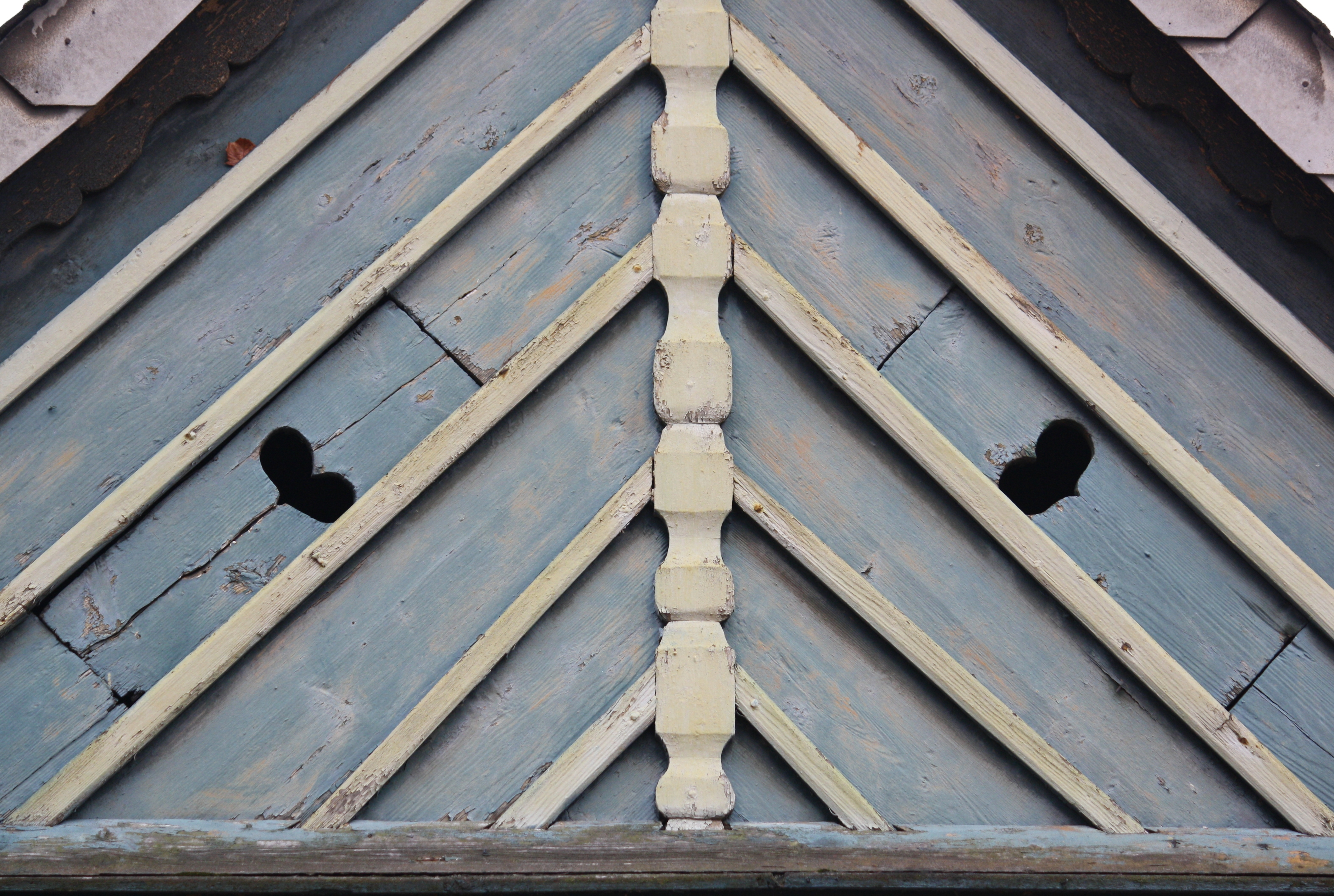
Detail lomenice

Lomenice je v lidové architektuře podle typu střechy trojúhelníkový nebo lichoběžníkový prkenný štít. Prkna jsou skládána do různých obrazců a spáry kryty lištami, někdy ozdobně vyřezávanými. V dolní části bývá zakončena malou stříškou zvanou podlomenice, nahoře pak může být zakončena kabřincem či záklopovým prknem (v případě polovalbové střechy), po stranách bývají tzv. okřídlí.
Uprostřed lomenice se někdy umisťovalo vodorovné prkno např. se zbožnou průpovědí. Někdy byl v horní části zavěšen obrázek světce. 

## Typy lomenic
Nejstarším a také velmi rozšířeným způsobem je svislé kladení prken. Další možností je jejich skládání šikmo ke střední ose štítu: prkna jdou buď rovnoběžně s rovinou střechy, pak hovoříme o tzv. střechovitém skládání, nebo naopak kolmo k rovině střechy, pak se jedná o skládání klasovité.

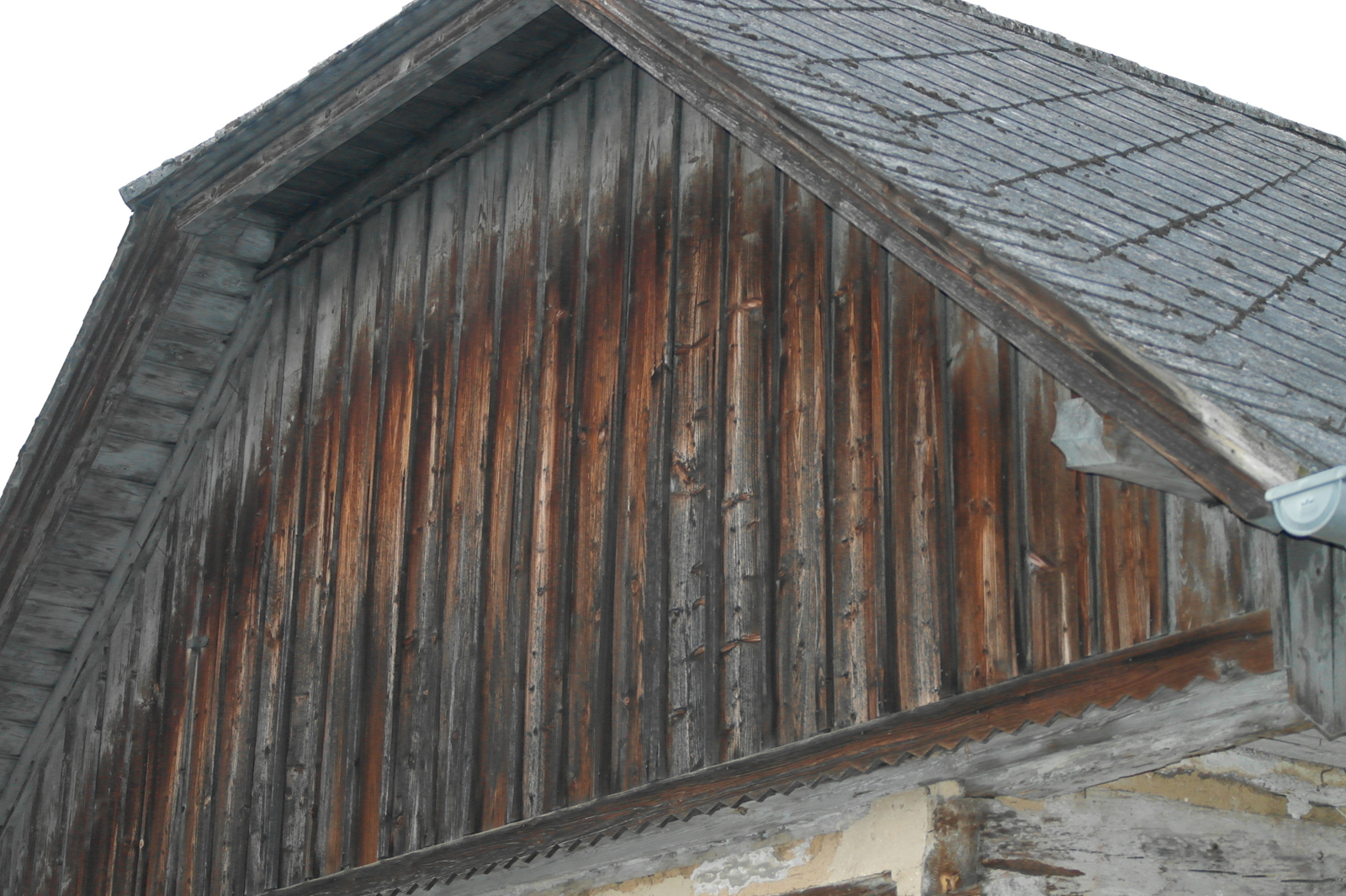
svislé skládání lomenice
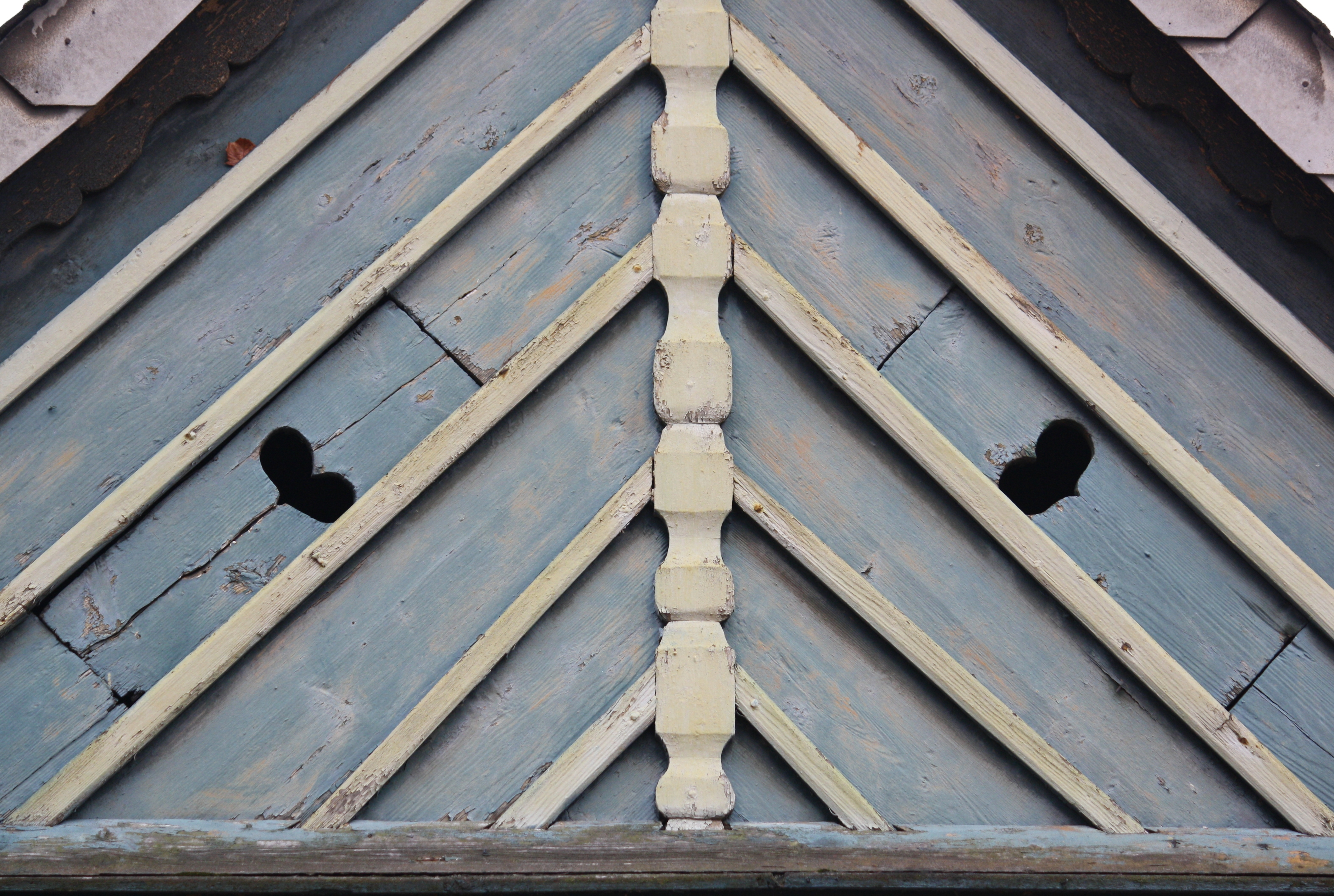
střechovité skládání lomenice
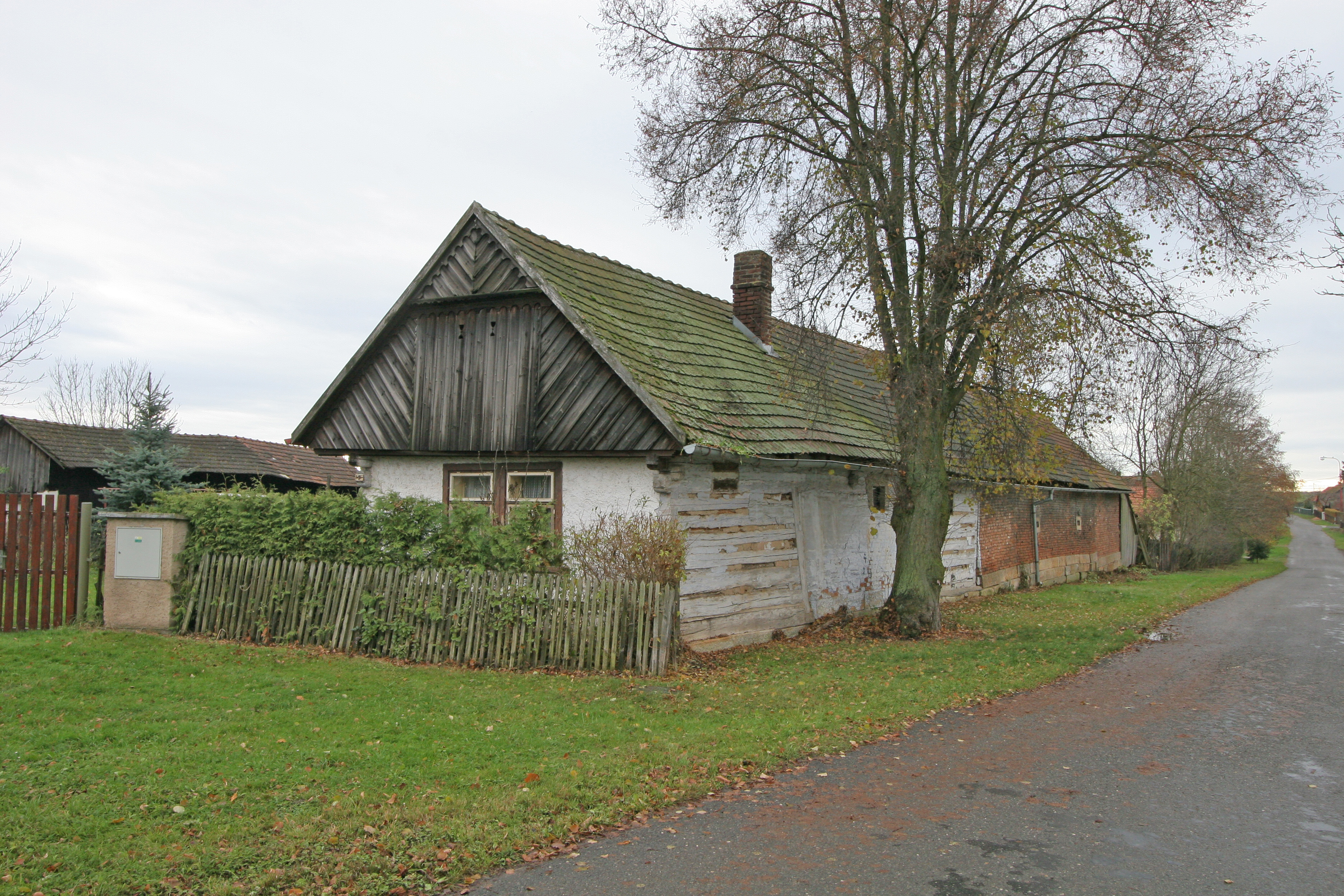
kombinace svislého a klasovitého skládání
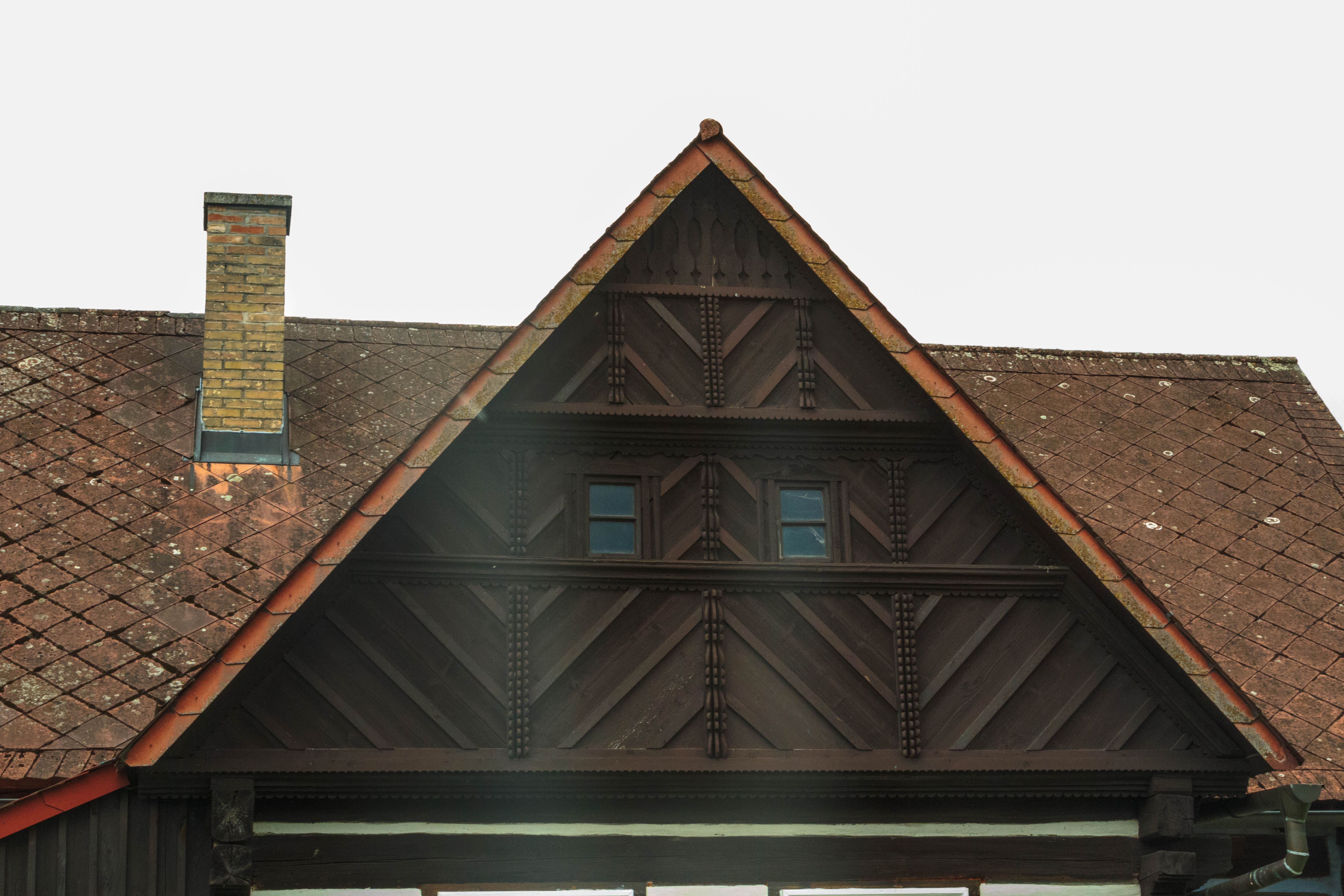
bohatě skládaná lomenice - kombinace stylů
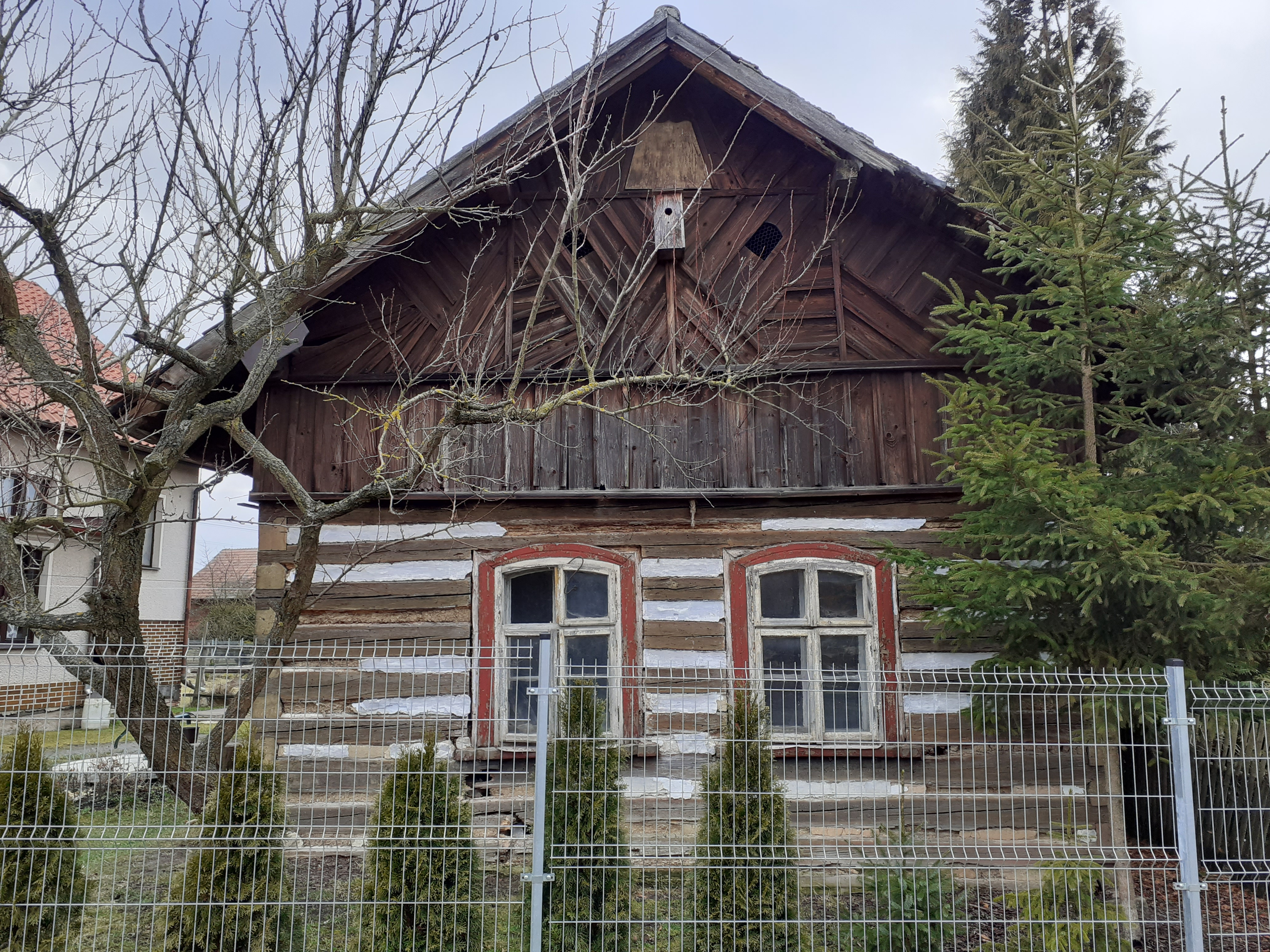
bohatě skládaná lomenice - kombinace stylů

Střechovité skládání se typicky vyskytuje ve středních a jižních Čechách, na západní Moravě a na Slovensku. Klasovité skládání naopak převládá v Polabí, v severních Čechách, v Orlických horách, v Podkrkonoší a na Českomoravské vysočině.
Další formy lomenic vznikly kombinací těchto způsobů kladení prken. Bohatě skládané lomenice měly nejprve významné budovy (rychty, kovárny...), poté i menší obytné domy. V některých oblastech (severovýchodní a východní Čechy, východní Morava) byly lomenice zdobeny i malbou, a to především květinovou výzdobou.